# Видор, Шарль-Мари

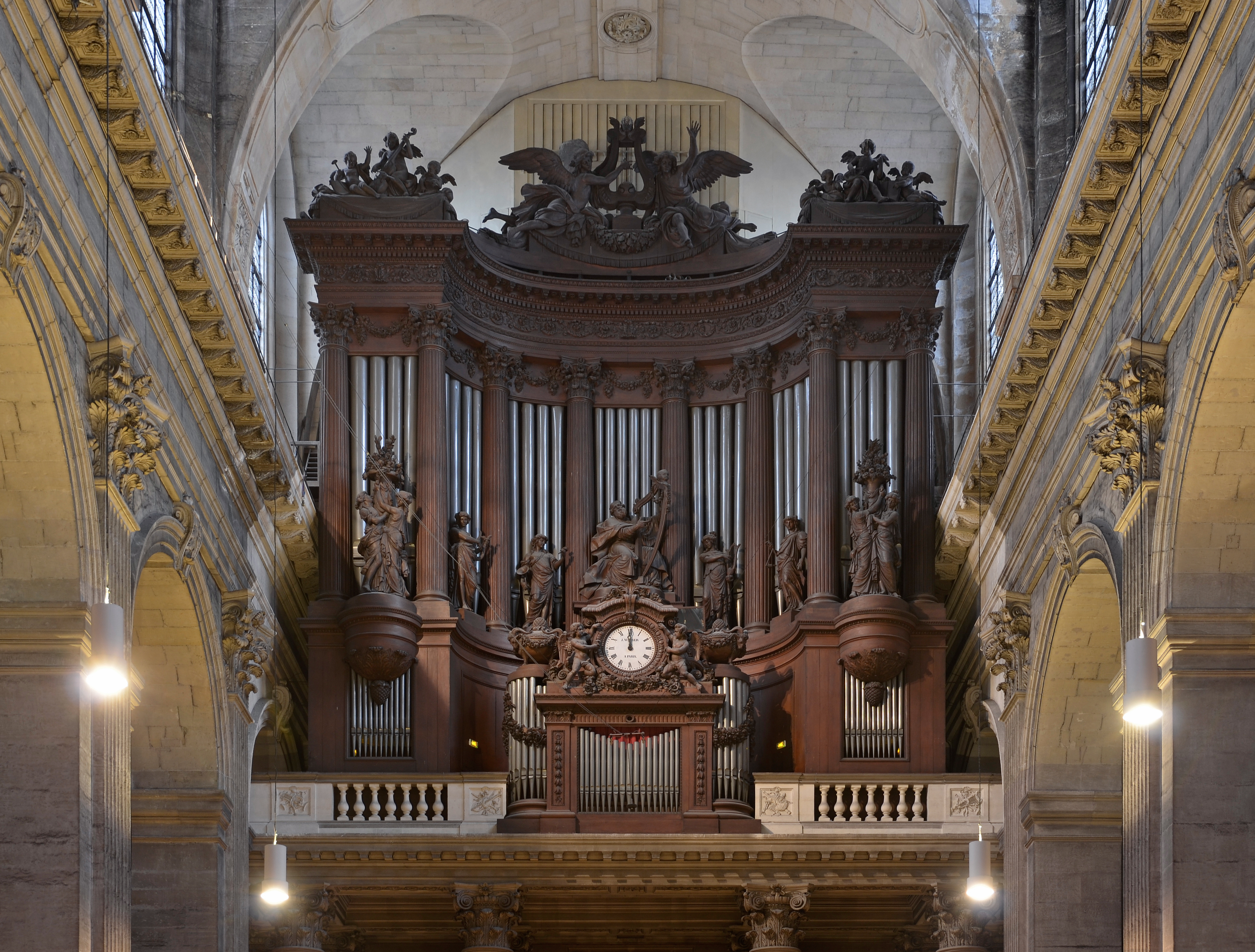
Главный орган фирмы Cavaillé-Coll в Парижской церкви Сен-Сюльпис (1863)

Ша́рль-Мари́ Видо́р (фр. Charles-Marie Widor; 21 февраля 1844, Лион — 12 марта 1937, Париж) — французский органист, композитор и музыкальный педагог.

## Биография
Отец Видора был органистом и строителем органов, другом крупнейшего органного мастера XIX века Аристида Кавайе-Колля, по рекомендации которого Видор поступил в Брюссельскую консерваторию, где учился органу у Жака Николя Лемменса и композиции у Франсуа Жозефа Фети. По окончании курса Видор в 1869 г. был приглашён временно занять пост органиста в парижской церкви Сен-Сюльпис, взамен умершего Лефебюра-Вели, и состоял в этой должности в течение 64 лет, хотя постоянный контракт с ним так и не был заключён (в 1934 г. Видора сменил один из наиболее значительных его учеников, Марсель Дюпре).
C 1890 года Видор был профессором органа, а с 1896 года композиции в Парижской консерватории. Среди учеников Видора были такие крупные фигуры французской и мировой музыки, как Луи Вьерн, Дариюс Мийо, Эдгар Варез, Альберт Швейцер, Димитрие Куклин.

## Творчество
Композиторское наследие Видора довольно обширно и включает:
- десять симфоний для органа,
- четыре оперы,
- ряд оркестровых сочинений (из которых наибольшей известностью пользуются симфоническая поэма «Вальпургиева ночь», фортепианный и виолончельный концерты),
- песни и романсы.

Однако основу творчества Видора составляют масштабные органные сочинения, которые Видор непривычно называл симфониями (отчасти в связи с тем, что реформа органостроительства, произведённая Кавайе-Колем, значительно расширила диапазон и выразительные возможности этого инструмента). Видор всё время, на протяжении десятилетий, возвращался к музыке своих симфоний — некоторые из них существуют в восьми различных редакциях. Из десяти симфоний для органа Видора самыми знаменитыми и часто исполняемыми являются пятая (завершающаяся знаменитой Токкатой) и шестая (обе опубликованы в 1887 г.).